# Rivolta di Shimabara
La rivolta di Shimabara (島原の乱?, Shimabara no ran) fu una rivolta scoppiata nel 1637, durante il periodo Edo, nel Giappone sud-occidentale, che vide i cattolici giapponesi, in gran parte contadini, insorgere contro il governo dello shogunato Tokugawa che aveva attuato una forte persecuzione religiosa nei confronti dei cristiani cattolici.
Lo shogunato inviò un contingente di oltre 125 000 uomini per sopprimere la ribellione e dopo un lungo assedio contro i cristiani nel castello di Hara riuscì a sconfiggerli.
A seguito della rivolta, il leader degli insorti Amakusa Shirō fu decapitato e la persecuzione anticristiana si fece molto più aspra terminando solo nel 1650. Fu a seguito di questa rivolta che in Giappone si adottò una politica di isolamento nazionale (sakoku) che andò avanti per oltre due secoli.

## Contesto storico

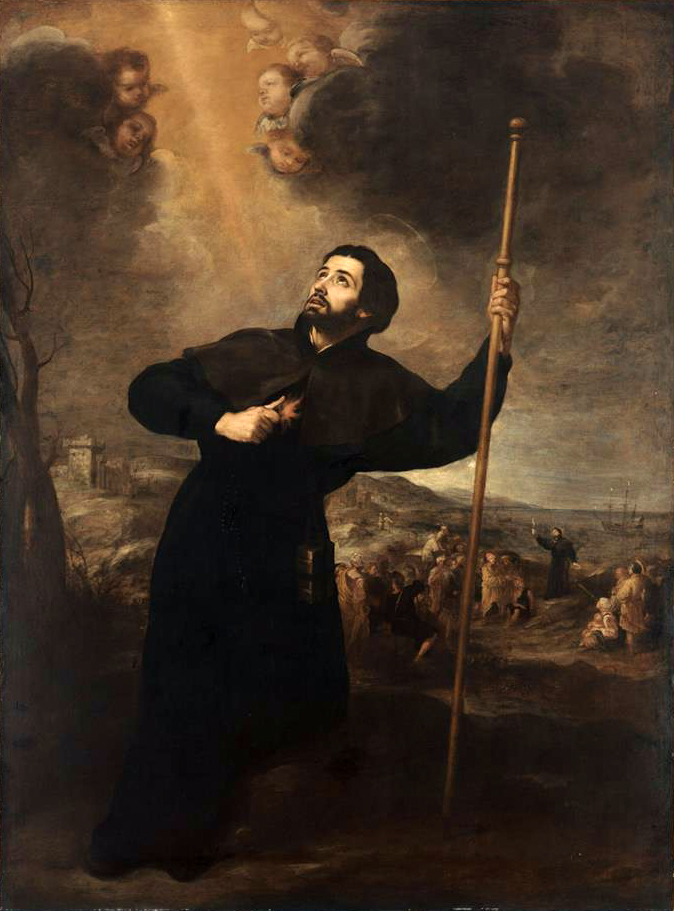
San Francesco Saverio

L'evangelizzazione del Giappone ebbe inizio il 15 agosto 1549 con lo sbarco del gesuita spagnolo san Francesco Saverio che creò la prima comunità cattolica nell'isola di Kyūshū nel sud del Giappone.
Il Cattolicesimo si diffuse abbastanza rapidamente in Giappone grazie all'apporto di Alessandro Valignano, un gesuita italiano che apprese il giapponese e pubblicò il Cerimoniale per i missionari in Giappone, una sorta di "guida" per i missionari su come evangelizzare i giapponesi rispettando la loro cultura e le loro tradizioni, con cui si riuscì a convertire molti giapponesi in un tempo relativamente breve. Si è stimato che il numero di convertiti nel 1579 fosse di 130 000 persone, mentre alla fine del XVI secolo saranno 300 000.
Inizialmente le autorità giapponesi, soprattutto durante il governo di Oda Nobunaga, non ostacolarono l'opera dei missionari europei, che anzi videro favorevolmente perché gli permetteva di avere relazioni economiche con la Spagna e il Portogallo e perché riduceva il potere dei monaci buddisti. La situazione cambiò con la salita al potere di Toyotomi Hideyoshi, preoccupato per il crescente numero di convertiti, soprattutto tra i daimyō, che divenuti cattolici ebbero anche dei vantaggi nei rapporti con gli europei.
Il 24 luglio 1587 Hideyoshi promulgò un editto con il quale mise al bando i missionari europei, non gradendo più che questi diffondessero la loro "perniciosa dottrina". Nonostante ciò, i missionari non lasciarono il paese e anzi continuarono la loro evangelizzazione; Hideyoshi decise di attuare misure più repressive e il 5 febbraio 1597 fece crocifiggere ventisei kirishitan, di cui sei francescani, tre gesuiti giapponesi e diciassette giapponesi terziari francescani.

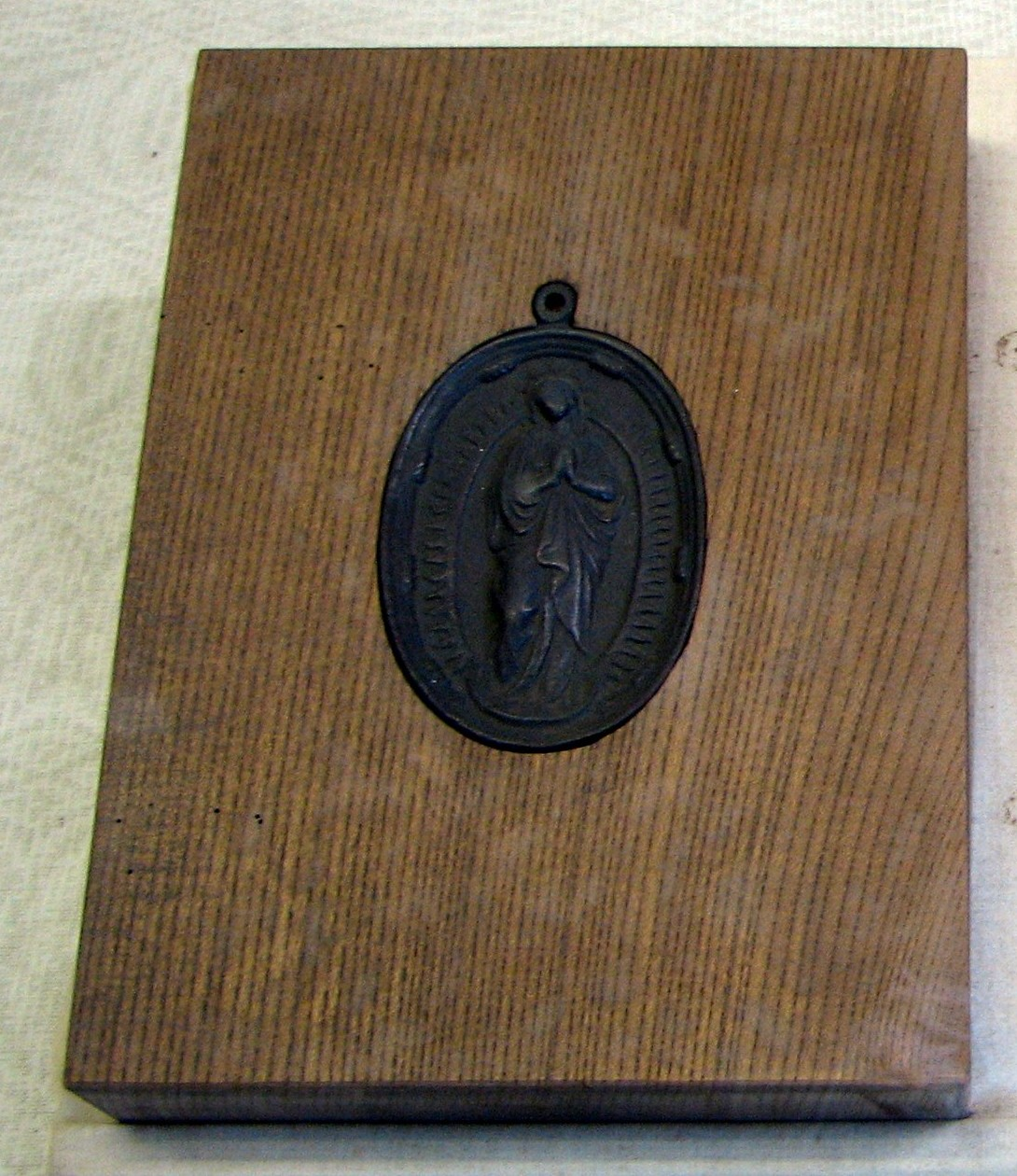
Tavoletta usata per il fumie raffigurante la Vergine Maria

Dopo la morte di Hideyoshi (1598), la persecuzione dei cristiani diminuì per via delle guerre di successione che portarono nel 1603 all'inizio dello shogunato Tokugawa, per poi riprendere qualche anno dopo. Nel 1614 fu vietata la professione della fede cattolica e fu redatto, dal monaco zen Konchiin Suden (1563 – 1633), un decreto di espulsione di tutti i missionari dal Giappone. Nel decreto si accusano i cattolici di aver: «contravvenuto alle norme del governo, diffamato lo scintoismo, calunniato la Vera Legge, distrutto i regolamenti e corrotto la bontà». I cattolici dovettero praticare la loro fede in segreto, e presero il nome di kakure kirishitan ("cristiano nascosto"), per via del fatto che, oltre a dover amministrare i sacramenti in stanze segrete nelle loro abitazioni private, camuffarono i simboli cristiani seguendo i canoni dell'iconografia buddista e le preghiere cristiane in canti buddisti.
Le persecuzioni divennero quindi sistematiche: tutte le chiese che avevano edificato negli anni furono distrutte; tutti i giapponesi che fossero risultati cattolici sarebbero stati giustiziati. Lo shogunato incaricò il clero buddista di vigilare che non vi fossero più giapponesi di fede cattolica. A questo scopo si adottò il "sistema del certificato del tempio" (teraukeseido), che non era altro che una sorta di "corso" che si doveva frequentare presso un tempio buddista, al cui termine veniva rilasciato un certificato che attestava l'ortodossia religiosa, l'accettabilità sociale e la fedeltà allo shogunato. Con questo, e altri sistemi - come il "fumie" - si riuscivano a individuare i cattolici che o dovevano convertirsi al buddismo o sarebbero stati condotti sul Monte Unzen a Nagasaki dove sarebbero stati giustiziati.

## La rivolta

### L'inizio della rivolta

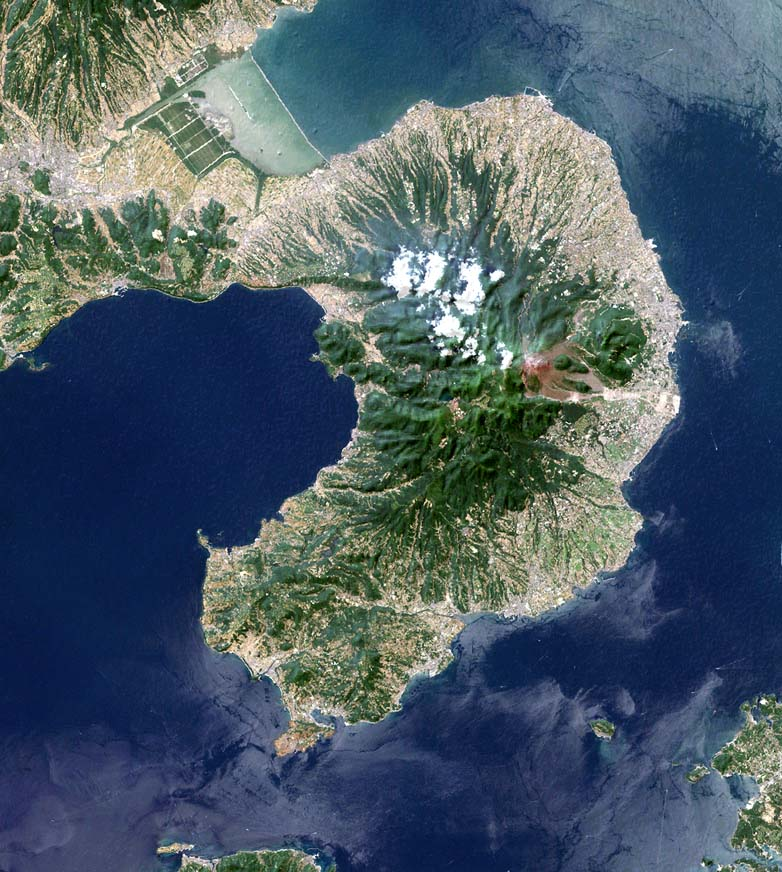
La penisola di Shimabara da un'immagine satellitare

La rivolta ebbe inizio nella penisola di Shimabara, nel sud del Giappone, la regione era stata governata da Matsukura Shigemasa fino al 1630 e poi dal figlio Matsukura Katsuie che dovette fronteggiare alla rivolta. I due daimyō causarono lo scoppio della rivolta, che vide i contadini e i rōnin cattolici insorgere contro lo shogunato. Le cause dell'insurrezione furono sostanzialmente due: la prima causa è la persecuzione contro i cattolici della regione; la seconda è l'eccessiva tassazione imposta da Matsukura che, per dar seguito alla politica dell'Ikkoku-ichijō ("un castello in ogni provincia") decisa dallo shogunato, fece smantellare i castelli di Hara e Hino e fece costruire il castello di Shimabara, nonostante il suo feudo non fosse in grado di sostenere tutte queste spese. Matsukura non si curava delle condizioni già disperate dei contadini e anzi ripeteva che "i contadini sono come spighe di grano. Più vengono spremute e più danno". Molti contadini morivano di fame, ma i soldati dei daimyo compivano qualunque crudeltà nei loro confronti: si dice che rapissero ragazze per violentarle e "appenderle nude a testa in giù" . Un cronista portoghese racconta della figlia di un capovillaggio che fu legata nuda ad un palo e marchiata con ferri roventi. Inoltre i soldati prendevano i bambini e li trattenevano finché la tassa non fosse stata pagata. Alla rivolta si unirono anche gli abitanti del vicino arcipelago di Amakusa, che governata da Katataka Terasawa subirono anch'essi le stesse persecuzioni.
La rivolta scoppiò nell'autunno 1637, con l'assassinio di Hayashi Hyōzaemon, il daikan di Shimabara, ovvero l'esattore delle tasse. In molti villaggi di Shimabara iniziarono le prime violenze e i contadini cominciarono con l'attaccare i granai pubblici in cui era contenuto il riso con cui avevano pagato le nuove tasse.

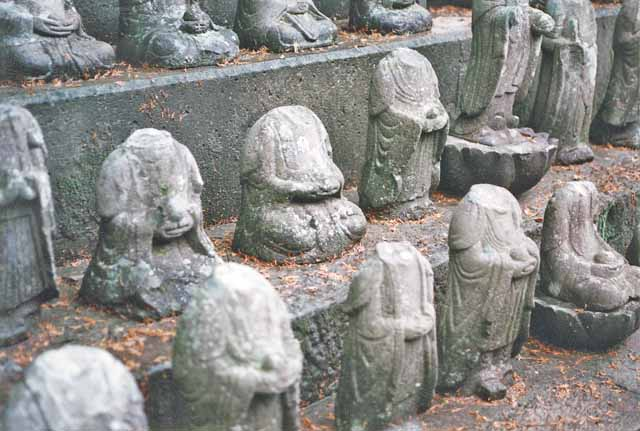
Statue buddiste di Jizō, decapitate dagli insorti cattolici

La notizia della ribellione arrivò a Nagasaki, che inviò delle truppe per reprimere la rivolta. Nel frattempo la rivolta scoppiò anche sull'arcipelago di Amakusa e Terazawa spedì nove nobili alla testa di 3 000 uomini per sedare la rivolta, ma il 27 dicembre 1637, il contingente inviato da Terazawa viene completamente sconfitto. In una successiva battaglia combattuta il 3 gennaio 1638, gli insorti di Amakusa furono sconfitti e i sopravvissuti fuggirono dalla loro isola per unirsi ai ribelli di Shimabara. Su Amakusa le rivolte terminarono poi il mese successivo.
Alla fine dell'anno, 5 000 - 6 000 uomini in armi, alcuni dei quali provenienti da Shimabara, assediarono il castello di Tomioka di Terasawa ad Amakusa, per difendere il suo castello inviò un suo tenente, Miyake Dschumhurij, a Kusatsu per chiedere rinforzi. Questi riuscì a radunare 1 500 uomini, ma lungo la strada fu intercettato dagli insorti che lo sconfissero, e solo una parte di quel contingente riuscì a raggiungere il castello. Nonostante tutto però, l'esercito di Terasawa riuscirà a respingere gli assedianti il 7 gennaio 1638.
Nella penisola di Shimabara, nel frattempo, si pose a capo della rivolta il rōnin di appena 16 anni, Amakusa Shirō. Gli insorti attraversarono il Mar Ariake e raggiunsero la città di Shimabara, qui si accanirono contro gli ufficiali locali che cercavano di fermarli, il 12 dicembre 1637 incendiarono parte della città, e danneggiarono i templi. Decisero poi di assediare il castello di Shimabara di Katsuie Matsukura, ma non ebbero successo e furono respinti.

### L'assedio del castello di Hara

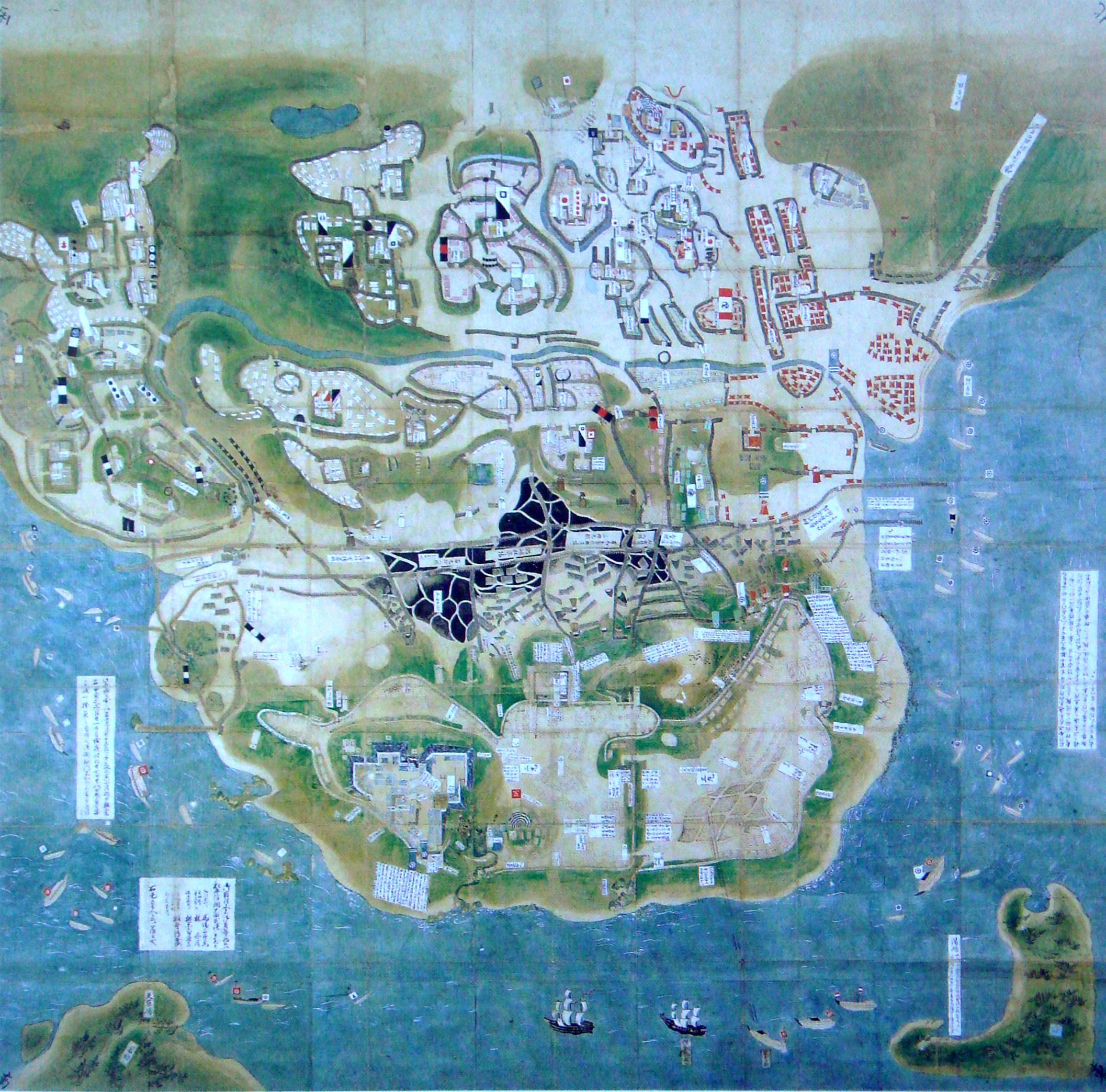
Assedio del Castello di Hara

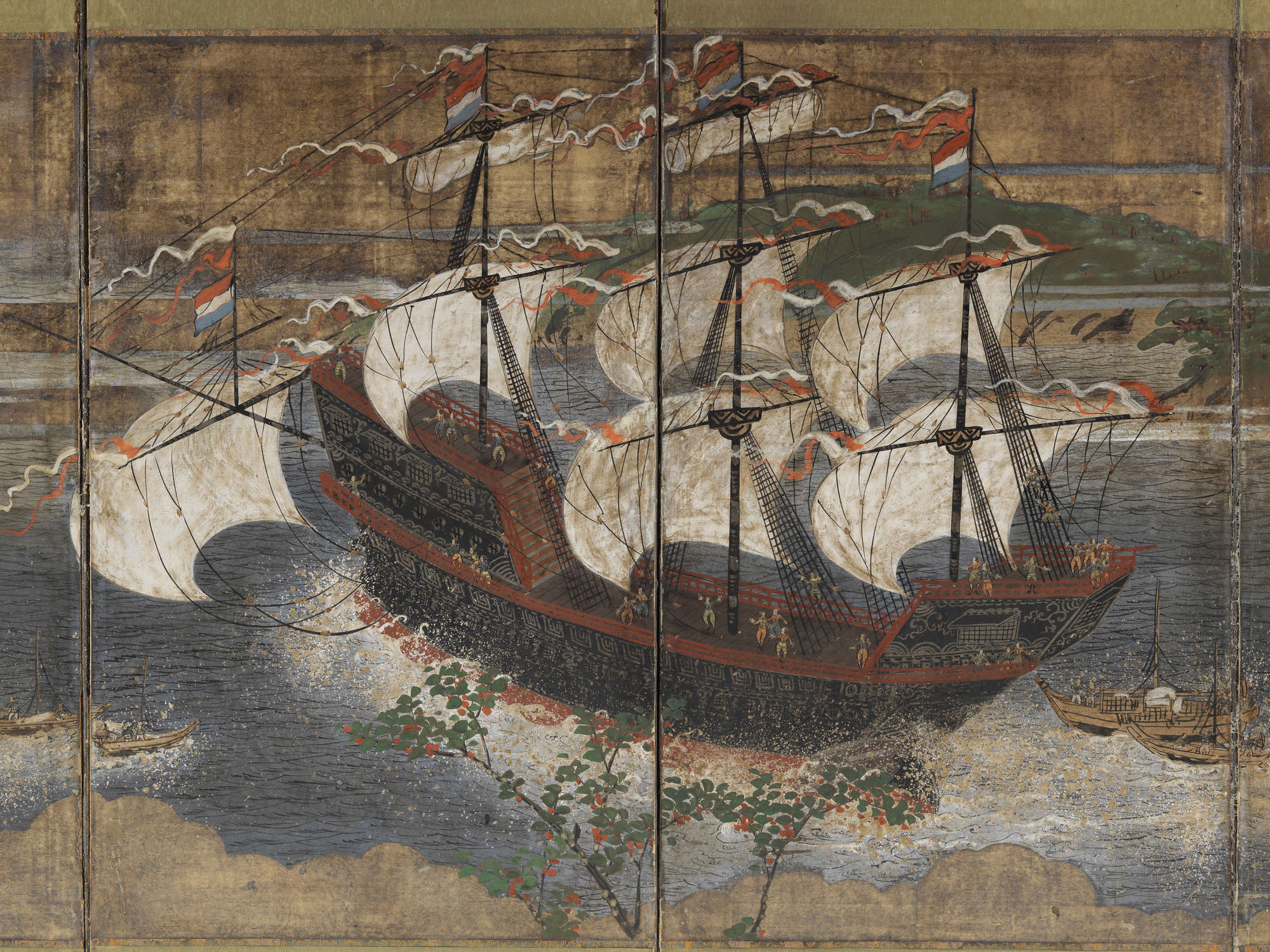
Nave 'De Ryp' alla ribellione di Shimabara

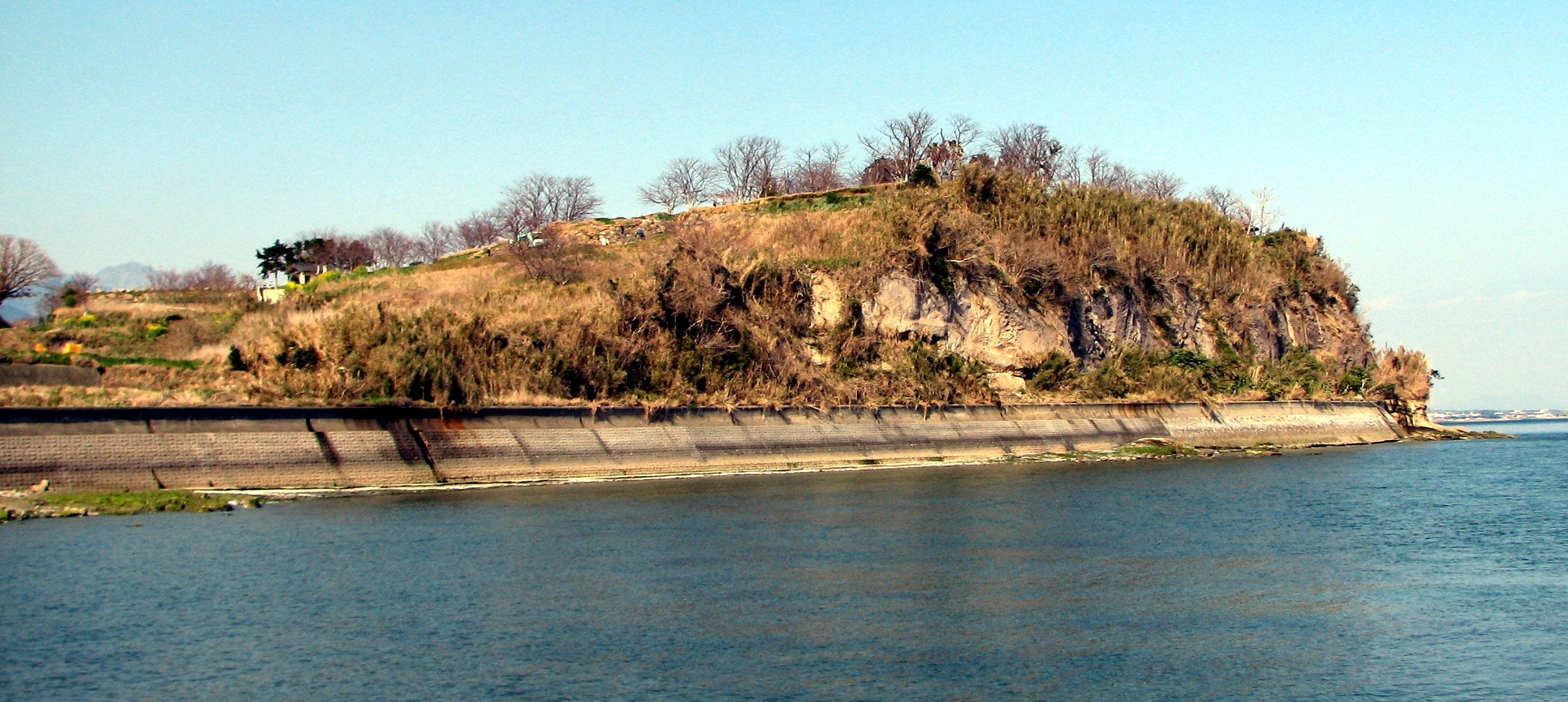
Resti del castello di Hara

Riunirono le loro forze al castello di Hara, che era il vecchio castello del clan Arima, e che si trovava in rovina perché fu smantellato da Shigemasa Matsukura. Vista la poca protezione offerta dal castello, costruirono una palizzata con il legno delle imbarcazioni che utilizzarono per attraversare il mare e si andarono poi a rifornire di armi, munizioni e provviste saccheggiando i magazzini di Matsukura.
Gli insorti capirono che senza artiglieria e armi d'assedio non sarebbero stati in grado di attaccare altre fortezze, per questo motivo, Amakusa, decise di prendere possesso del castello di Hara che, sebbene fosse in rovina, garantiva una buona protezione. Il castello era situato su un promontorio che dava sul mare, tre lati del castello, infatti, terminavano con un dirupo; e per attaccarlo si doveva usare l'unico passaggio disponibile che era protetto da due profondi fossati. Nel castello gli insorti portarono con sé anche le loro donne e i loro bambini e gli storici ritengono che il numero di persone presenti, tra soldati, donne e bambini, vada dai 27 000 ai 37 000. Nel castello tutti lavorarono per rafforzare le difese e sui merli esposero croci di legno e vessilli crociati.
Durante l'assedio, il 14 febbraio gli insorti invieranno una lettera agli assedianti attaccata su una freccia, in cui riassumono le loro motivazioni:

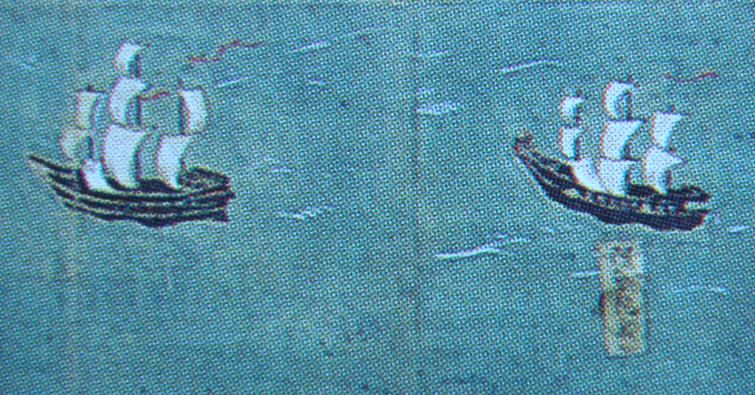
Mappa dell'assedio del castello di Hara. Dettaglio delle navi olandesi

L'esercito che assediò il castello fu composto dalle truppe di vari feudi locali, tra gli altri era presente anche il famoso spadaccino Musashi Miyamoto; lo Shogun Tokugawa Iemitsu diede il comando di tutto l'esercito al daimyo Shigemasa Itakura e chiese l'aiuto degli alleati olandesi che presero parte all'assedio con Nicolaes Couckebacker, il capo di una compagnia commerciale, che rifornì l'esercito a terra di cannoni e polvere da sparo, e inviò sul luogo dello scontro tre vascelli, uno dei quali comandato dallo stesso Couckebacker, il de Ryp. Il castello per una quindicina di giorni subì un pesante cannoneggiamento sia dalle truppe a terra sia dalle navi a mare, si è stimato che furono sparati 426 colpi di cannone, ma nonostante tutto gli insorti resistettero rifugiandosi in alcune gallerie sotterranee che avevano creato per proteggersi dalla cannonate.
Le navi olandesi lasciarono l'assedio di lì a poco, vista la disorganizzazione dell'esercito giapponese e per l'inefficacia della loro strategia, anche se probabilmente il vero motivo fu che i loro alleati giapponesi non gradivano farsi aiutare da stranieri per sedare una rivolta interna di tali dimensioni, e infatti gli stessi insorti si fecero beffa dei loro nemici inviandogli con una freccia un messaggio con su scritto: «Nel Regno non ci sono soldati più coraggiosi per combatterci, e che non abbiano avuto la vergogna di aver chiamato in aiuto degli stranieri contro il nostro piccolo contingente?».
Itakura, lanciò due attacchi contro il castello, ma entrambi furono respinti dagli insorti, che causarono molte vittime fra gli assediati, mentre loro non ebbero che poche perdite; inoltre durante il secondo assalto, avvenuto il 14 febbraio, Itakura fu ucciso. Lo shogunato mandò nuove truppe al comando del daimyo Nobutsuna Matsudaira, che sostituì il defunto Itakura al comando dell'esercito che assediava il castello.
Gli insorti riuscirono a resistere per altri due mesi e gli assedianti continuavano a perdere uomini senza ottenere alcun risultato. Furono le condizioni climatiche e la tenacia degli assedianti a cambiare le sorti della battaglia. Il freddo dell'inverno infatti aveva danneggiato entrambe le fazioni, ma le truppe dello shogunato ricevevano periodicamente dei rinforzi a differenza dei ribelli, che, oltretutto, cominciavano ad esaurire le munizioni e le scorte di cibo. Nell'aprile 1638, Matsudaira aveva al suo comando 125 000 uomini mentre gli uomini di Amakusa, stanchi e provati dalla fame, erano circa 27 000 Per approfittare della situazione degli insorti, Matsudaira provò a indurli alla resa inviandogli un messaggio in cui prometteva, nonostante avesse l'ordine di ucciderli tutti, il totale perdono per tutti i non cristiani e per coloro che avessero ritrattato la loro fede. La lettera arrivò nelle mani di Amakusa che rispose al suo avversario, scrivendogli che erano tutti cristiani e sarebbero morti per la loro fede, e quindi che non si sarebbero mai arresi.
Nella notte del 4 aprile, gli insorti, ormai privi di cibo e munizioni, tentarono un ultimo attacco, che fu facilmente respinto dagli assedianti che fecero pure alcuni prigionieri. L'attacco definitivo avvenne il 12 aprile quando l'esercito di Matsudaira riuscì finalmente a fare breccia nel castello senza troppe difficoltà. Gli insorti non erano in grado di resistere ancora a lungo, infatti tre giorni più tardi, il 15 aprile, furono sconfitti e le truppe dello Shogun presero possesso del castello.

Rivolta di Shimabara schermo pieghevole da battaglia di Saito Shuho

### Esito della rivolta
L'esercito dello Shogun ebbe l'ordine di sterminare tutti gli insorti, comprese le donne e i bambini che si trovavano con loro. Tutti gli occupanti del castello di Hara, che si è stimato fossero tra i 27 000 e i 37 000, tra soldati e civili, furono decapitati e i loro corpi furono ammassati e sepolti tra le rovine del castello che fu incendiato e completamente raso al suolo. Shiro Amakusa fu anch'esso decapitato e la sua testa venne esposta in pubblico a Nagasaki come monito.
Lo shogunato prese dei provvedimenti anche nei confronti di comandanti del suo stesso esercito: i daimyo di Nagato, Arima e Shimabara furono considerati responsabili della rivolta e vennero decapitati; Matsukura, la cui politica tirannica fu tra le cause della rivolta, fu indotto a compiere il seppuku e il suo feudo passò ad un altro daimyo, Kōriki Tadafusa. I possedimenti del clan Arima e del clan Amakusa furono spartiti tra vari signori feudali, mentre i clan che diedero il loro contributo militare all'esercito dello shogunato furono ricompensati venendo esentati dai periodici contribuiti che dovevano versare allo Shogun.

### Forze presenti a Shimabara
La rivolta di Shimabara rappresentò il primo massiccio impiego militare dopo l'assedio di Osaka, nel quale lo shogunato Tokugawa dovette mettere insieme un contingente formato da truppe provenienti da varie province del Giappone.
Il primo comandante supremo delle forze dello shogunato fu Shigemasa Itakura, al comando diretto di 800 uomini. Alla sua morte, il comando supremo passò a Nobutsuna Matsudaira al comando di 1 500 uomini. Il vicecomandante fu Ujikane Toda che comandava 2 500 uomini.
Il grosso dell'esercito dello shogunato era composto da truppe provenienti dai feudi limitrofi a Shimabara. Il contingente più grande, oltre 35 000 uomini, proveniva dall'han (feudo) di Saga ed era al comando di Katsushige Nabeshima. Il secondo più grande era costituito dalle truppe degli han di Kumamoto e Fukuoka, che rispettivamente schierarono 23 500 uomini, al comando di Tadatoshi Hosokawa; e 18 000 uomini al comando di Tadayuki Kuroda. Dal feudo di Kurume provenivano 8 300 uomini al comando di Toyouji Arima; dal feudo di Yanagawa, 5 500 uomini al comando di Muneshige Tachibana; dal feudo di Karatsu, 7 570 uomini al comando di Katataka Terasawa; da Nobeoka, 3 300 uomini al comando di Arima Hayama; da Kokura, 6 000 uomini al comando di Ogasawara Tadazane; da Nakatsu, 2 500 uomini al comando di Nagatsugu Ogasawara; da Bungo-Takada, 1 500 uomini al comando di Shigenao Matsudaira e da Kagoshima, 1 000 uomini al comando di Arinaga Yamada.
Le forze non provenienti dai feudi dell'isola di Kyūshū erano costituite dai 5 600 uomini dal feudo di Fukuyama, sotto il comando di Katsunari Mizuno, Katsutoshi Mizuno e Katsusada Mizuno; e da circa 800 uomini provenienti da altre zone del Giappone. Infine erano presenti circa 2 500 samurai, tra cui lo spadaccino Musashi Miyamoto.
In totale, l'esercito dello shogunato ammontava a oltre 125 800 uomini.
Le forze dei ribelli invece non si conoscono con certezza, si stima che i soldati fossero più di 14 000 uomini, e con loro erano presenti più di 13 000 non combattenti, tra donne, bambini e anziani. Secondo altre fonti, come quella costituita da una lettera che il gesuita portoghese Duarte Correa scrisse durante la sua prigionia (che va dal 1637 al 1639, anno della sua morte), riporta che dopo l'assedio furono decapitate tra le 35 000 e le 37 000 persone.

## Conseguenze
La rivolta di Shimabara fu l'ultimo grande conflitto che svolse in Giappone durante lo shogunato Tokugawa, che fu in generale un periodo abbastanza pacifico per il paese.
Dopo la rivolta, lo shogunato sospettò che i cattolici occidentali avessero favorito l'insurrezione e per questo motivo decise di interrompere anche le relazioni commerciali con i portoghesi, che dopo la cacciata dei missionari e degli spagnoli, era l'ultimo rapporto che il Giappone avesse mantenuto con dei cattolici europei. Nella primavera del 1639, alle navi portoghesi fu impedito di sbarcare in Giappone e tutti i portoghesi furono espulsi dal paese.
Le politiche anticattoliche che mettevano al bando la pratica religiosa si fecero più dure, e i cristiani furono costretti a professare la propria fede in segreto per altri 250 anni.
Sulla penisola di Shimabara, dopo aver represso la rivolta, la maggior parte delle città si ritrovarono con la popolazione decimata. Al fine di non perdere i raccolti e per riprendere la produzione di riso e delle altre colture, gli immigrati che giungevano in Giappone furono fatti stabilire su tutto il territorio della regione. Tutti gli abitanti furono affiliati ai templi buddisti locali e ottennero il certificato che garantiva la loro appartenenza alla religione buddista e la loro fedeltà allo shogunato, secondo quanto previsto dal sistema terauke.